# Condado de Echols
El condado de Echols (en inglés: Echols County) es un condado en el estado estadounidense de Georgia. En el censo de 2000 el condado tenía una población de 3754 habitantes. Forma parte del área metropolitana de Valdosta. La sede de condado es Statenville. El condado fue formado el 1858 a partir de porciones de los condados de Clinch y Lowndes. Fue nombrado en honor a Robert Milner Echols, quien sirvió en el congreso estatal de Georgia por varios años.

## Geografía
Según la Oficina del Censo, el condado tiene un área total de 1090 km² (421 sq mi), de la cual 1047 km² (404 sq mi) es tierra y 43 km² (17 sq mi) (3,96%) es agua.

### Condados adyacentes
- Condado de Lanier (norte)
- Condado de Clinch (noreste)
- Condado de Columbia, Florida (sureste)
- Condado de Hamilton, Florida (sur)
- Condado de Lowndes (oeste)

## Autopistas importantes
- U.S. Route 41
- U.S. Route 129
- U.S. Route 441
- Ruta Estatal de Georgia 7
- Ruta Estatal de Georgia 11
- Ruta Estatal de Georgia 89
- Ruta Estatal de Georgia 94
- Ruta Estatal de Georgia 135
- Ruta Estatal de Georgia 187
- Ruta Estatal de Georgia 376

## Demografía
En el  censo de 2000, hubo 3754 personas, 1264 hogares y 936 familias residiendo en el condado. La densidad poblacional era de 9 personas por milla cuadrada (4/km²). En el 2000 había 1482 unidades unifamiliares en una densidad de 4 por milla cuadrada (1/km²). La demografía del condado era de 77,14% blancos, 6,93% afroamericanos, 1,15% amerindios, 0,08% asiáticos, 0,03% isleños del Pacífico, 13,69% de otras razas y 0,99% de dos o más razas. 19,69% de la población era de origen hispano o latino de cualquier raza. 
La renta promedio para un hogar del condado era de $25 851 y el ingreso promedio para una familia era de $27 700. En 2000 los hombres tenían un ingreso medio de $24 650 versus $17 297 para las mujeres. La renta per cápita para el condado era de $15 727 y el 28,70% de la población estaba bajo el umbral de pobreza nacional.

## Ciudades y pueblos
- Fruitland
- Statenville